# Temporada 2014 del Campeonato de Europa de Rally
La temporada 2014 fue la edición 62º del Campeonato de Europa de Rally. Comenzó el 3 de enero en el Internationale Jänner Rallye y finalizó el 8 de noviembre en el Rally de Córcega. El calendario estaba formado por doce pruebas, de las cuales cuatro del año anterior se quedaron fueran: Canarias, San Remo, Croacia y Polonia, que en el caso de esta última regresó al campeonato del mundo. Las pruebas que entraron en el certamen era: Chipre, Estonia, Circuito de Irlanda y el Acrópolis.
Una de las principales novedades introducidas esta temporada fue el campeonato junior (conocido como J-ERC por sus siglas en inglés: Junior European Rally Championship) similar al mundial junior que constaba de siete pruebas y estaba destinado a pilotos de menos de veinticinco años que participasen con un vehículo de la categoría R2, indistintamente de la marca. El tipo de neumáticos y combustible era el mismo para todos los participantes. Se otorgaría una prima de 1000 € a cada piloto por cada prueba en la que tomasen la salida.
El ganador del campeonato de pilotos fue el finés Esapekka Lappi del equipo Škoda Motorsport, marca que por tercer año consecutivo situaba a un piloto suyo en lo más alto de la clasificación. El compañero de Lappi, el alemán Sepp Wiegand terminó en la segunda posición. El vencedor en la categoría junior fue el francés Stéphane Lefebvre, el húngaro Zoltán Bessenyey venció en la categoría de dos ruedas motrices y el ucraniano Vitaliy Pushkar en la copa de producción. En el trofeo femenino se impuso la búlgara Ekaterina Stratieva. Este año se estrenaron además tres nuevas categorías: ERC Ice Masters, ERC Gravel Masters, ERC Asphalt Masters. El vencedor en la primera fue el polaco Robert Kubica, en la segunda su compatriota Kajetan Kajetanowicz y en la última se impuso Esapekka Lappi.

## Calendario
Las pruebas del campeonato júnior fueron: Letonia, Irlanda, Azores, Ypres, Zlín, Valais y Córcega. A finales del mes de enero el promotor del Rally de Rumania propuso un cambio de fechas y formato para la prueba por lo que pasó del mes de febrero al mes de octubre aunque finalmente la prueba no se disputó.
| N.º | Fecha                    | Rally                              | Superficie    | Resultados |
| --- | ------------------------ | ---------------------------------- | ------------- | ---------- |
| 1   | 3-5 de enero             | 31. Internationale Jänner Rallye   | Asfalto-nieve | Resultados |
| 2   | 31 de enero-2 de febrero | Rally Liepāja                      | Tierra, nieve | Resultados |
|     | Cancelado                | 14. Sibiu Rally Romania            | Tierra, nieve |            |
| 3   | 28-30 de marzo           | 60. Acropolis Rally                | Tierra        | Resultados |
| 4   | 17-19 de abril           | 72. Circuit of Ireland             | Asfalto       | Resultados |
| 5   | 15-17 de mayo            | 49. SATA Rallye Açores             | Tierra        | Resultados |
| 6   | 19-21 de junio           | 50. Geko Ypres Rally               | Asfalto       | Resultados |
| 7   | 17-19 de julio           | 5. auto24 Rally Estonia            | Asfalto       | Resultados |
| 8   | 29-31 de agosto          | 44. Barum Czech Rally Zlín         | Asfalto       | Resultados |
| 9   | 29-31 de agosto          | 43. CNP Asfalistiki Cyprus Rally   | Asfalto       | Resultados |
| 10  | 23-25 de octubre         | 55. Rallye International du Valais | Asfalto       | Resultados |
| 11  | 6-8 de noviembre         | 57. Tour de Corse                  | Asfalto       | Resultados |

## Equipos
| Equipo                           | Constructor | Automóvil                    | Piloto               | Copiloto             | Rondas          |
| -------------------------------- | ----------- | ---------------------------- | -------------------- | -------------------- | --------------- |
| RK M-Sport World Rally Team      | Ford        | Ford Fiesta RRC              | Robert Kubica        | Maciej Szczepaniak   | 1               |
| GP Racing                        | Ford        | Ford Fiesta RRC              | Bryan Bouffier       | Xavier Panseri       | 11              |
| Sport Racing Technologies        | Ford        | Ford Fiesta S2000            | Vasiliy Gryazin      | Dmitriy Chumak       | 1-2             |
| Sport Racing Technologies        | Ford        | Ford Fiesta S2000            | Vasiliy Gryazin      | Dmitriy Eremeev      | 3, 5-6          |
| Lotos Rally Team                 | Ford        | Ford Fiesta R5               | Kajetan Kajetanowicz | Jarosław Baran       | 1-3, 5, 8-11    |
| Delimax Team                     | Ford        | Ford Fiesta R5               | Pavel Valoušek       | Martina Škardová     | 1               |
| GP Racing                        | Citroën     | Citroën DS3 RRC              | Bryan Bouffier       | Xavier Panseri       | 2-3             |
| Stohl Racing                     | Peugeot     | Peugeot 207 S2000            | Andreas Aigner       | Barbara Watzl        | 1               |
| Delta Rally                      | Peugeot     | Peugeot 207 S2000            | Robert Consani       | Vincent Landais      | 1-4             |
| Delta Rally                      | Peugeot     | Peugeot 207 S2000            | Robert Consani       | Maxime Vilmot        | 5-11            |
| Delta Rally                      | Peugeot     | Peugeot 207 S2000            | Jean-Michel Raoux    | Sabrina de Castelli  | 1               |
| Delta Rally                      | Peugeot     | Peugeot 207 S2000            | Jean-Michel Raoux    | Laurent Magat        | 2               |
| Peugeot Rally Academy            | Peugeot     | Peugeot 207 S2000            | Craig Breen          | Scott Martin         | 2               |
| Peugeot Rally Academy            | Peugeot     | Peugeot 208 T16              | Craig Breen          | Scott Martin         | 3-6, 8-11       |
| Peugeot Rally Academy            | Peugeot     | Peugeot 208 T16              | Kevin Abbring        | Sebastian Marshall   | 3–6, 8, 10–11   |
| EuroOil Invelt Team              | MINI        | Mini John Cooper Works S2000 | Václav Pech          | Petr Uhel            | 1, 8            |
| BRR Baumschlager Rallye & Racing | Škoda       | Škoda Fabia S2000            | Raimund Baumschlager | Klaus Wicha          | 1               |
| GPD Mit Metal Racing Team        | Škoda       | Škoda Fabia S2000            | Antonín Tlusťák      | Ladislav Kučera      | 1, 8, 10-11     |
| GPD Mit Metal Racing Team        | Škoda       | Škoda Fabia S2000            | Antonín Tlusťák      | Jan Škaloud          | 2-3, 5-6, 9     |
| GPD Mit Metal Racing Team        | Škoda       | Škoda Fabia S2000            | Jaroslav Orsák       | David Šmeidler       | 2–3, 5–6, 8–10  |
| Czech National Team              | Škoda       | Škoda Fabia S2000            | Jaromír Tarabus      | Daniel Trunkát       | 1-3, 7-8, 11    |
| Škoda Motorsport                 | Škoda       | Škoda Fabia S2000            | Esapekka Lappi       | Janne Ferm           | 2-4, 6-8, 10-11 |
| Škoda Auto Deutschland           | Škoda       | Škoda Fabia S2000            | Sepp Wiegand         | Frank Christian      | 2-4, 6-8, 10-11 |
| Napoca Rally Academy             | Subaru      | Subaru Impreza WRX STi R4    | Simone Tempestini    | Dorin Pulpea         | 1               |
| Stohl Racing                     | Subaru      | Subaru Impreza WRX STi R4    | Hermann Neubauer     | Bernhard Ettel       | 1-2             |
| Subaru Czech Duck Racing         | Subaru      | Subaru Impreza WRX STI       | Jan Černý            | Pavel Kohout         | 1               |
| DiTech Racing Team               | Mitsubishi  | Mitsubishi Lancer Evo IX R4  | Beppo Harrach        | Leopold Welsersheimb | 1               |
| Stanislav Travnikov              | Mitsubishi  | Mitsubishi Lancer Evo IX R4  | Stanislav Travnikov  | Alexey Bashmakov     | 2               |
| The Boar - Proracing             | Mitsubishi  | Mitsubishi Lancer Evo X R4   | Vitaliy Pushkar      | Ivan Mishyn          | 1-3, 5-11       |
| Martynas Samuitis                | Mitsubishi  | Mitsubishi Lancer Evo X R4   | Martynas Samuitis    | Ramūnas Šaučikovas   | 2               |
| Rokas Kvaraciejus                | Mitsubishi  | Mitsubishi Lancer Evo X R4   | Rokas Kvaraciejus    | Gediminas Saudargas  | 2               |
| Janis Vorobjovs                  | Mitsubishi  | Mitsubishi Lancer Evo X      | Janis Vorobjovs      | Andris Mālnieks      | 2, 7            |
| Eurosol Racing Team Hungary      | Honda       | Honda Civic Type-R R3        | Zoltán Bessenyey     | Yulianna Nyírfás     | 1, 3–4, 7–11    |